# Joan Ambrosio Dalza
Joan Ambrosio Dalza (Milán, segunda mitad del siglo XV– 1508) fue un compositor y laudista italiano. 
Sobre la vida y la actividad de Dalza se conoce muy poco. Las pocas composiciones que sobreviven son todas actualmente parte de la recopilacilón Intabolatura de lauto libro quarto, publicada en Venecia en 1508 por el editor Ottaviano Petrucci. El libro presenta una colección, de piezas que es una fuente preciosa e importante de la música italiana para laúd. Se compone de 42 danzas, 9 ricercares, 5 tastar de corde, 4 intabulaciones, 2 calate alla spagnola y una pieza llamada Caldibi castigliano. Las piezas están compuestas en forma de suite. 
A Dalza se le llama el "milanese" en el prefacio de la Intabolatura, por lo que se presupone que nació o trabajó (o ambas cosas) en la capital lombarda.

## Obras
- Intabolatura de libro quarto
- Padoane diverse
- Calate a la spagnola
- Calate a la taliana
- Tastar de corde con li soi ricercar drietro
- Frottole